# 최영호 (1965년)
최영호(崔榮鎬, 1965년 2월 1일 ~ )는 대한민국의 정치인이다. 제7·8대 광주 남구청장을 역임했다. 본관은 탐진이며, 강진금천파 30세손이다.

## 생애
1965년 2월 1일 전라남도 보성군에서 태어났다. 광주광역시 시의원과 강운태 국회의원 보좌관을 역임하였다. 민주당 전 시의원으로, 2010년 6월 2일 제5회 전국동시지방선거에서 광주광역시 남구청장으로 당선되었다.

## 학력
- 1977년 광주서석초등학교 졸업
- 1980년 조선대학교 부속중학교 졸업
- 1983년 금호고등학교 졸업
- 1988년 전남대학교 경영대학 무역학과 졸업

## 경력
- 1986년 전남대 반외세, 반독재 민주화 투쟁위원장
- 1986년 호남학생 반독재 민주화 투쟁연합 의장
- 1987년 민주화 운동으로 구속, 수감 (민주유공자 - 제7002호)
- 1989년 호남교육신문사 기자 (전)
- 1991년 금호문화재단 편집실 기자 (전)
- 2000년 남구의회 주거환경개선사업 특별위원장 (3대)
- 2002년 제4대 광주광역시의회 운영위원장
- 2002년 참여자치21 의원포럼 대표 (전)
- 2002년 국민생활체육 광주광역시 볼링연합회 회장 (전)
- 2002년 새천년민주당 광주시당 원내총무 겸 대변인 (전)
- 2002년 노무현  대선 후보 광주 선대위 대변인 및 유세위원장
- 2004년 광주전남 지역혁신협의회 초대 운영위원장 (전)
- 2004년 (재)광주비엔날레 이사 (전)
- 2004년 (사)광주광역시 자원봉사센타 이사 (전)
- 2004년 (사)광주정보문화산업진흥원 이사(전)
- 2004년 제4대 광주광역시의회 행정자치위원장
- 2005년 (재)5.18기념재단 이사 (전)
- 2006년 통합연대21 공동대표(전)
- 2007년 제17대 대선 통합민주당 정동영 후보 중앙선대위 조직위원
- 2008년 강운태 국회의원 보좌관(전)
- 2010년 7월 1일 ~ 2018년 6월 민선 5, 6기 광주광역시 남구청장
- 2020년 11월 16일 ~ 2022년 11월 15일 한국전력공사 상임감사위원

## 전과
- 특수공무집행방해치상, 집회및시위에관한법률위반: 징역 1년 6월, 집행유예 2년 - 1987년 7월 9일 선고(광주지방법원)[1]

## 수상
- 2010년 광주ㆍ전남 지방자치경영대상(인적자원육성부문)
- 2010년 한국매니페스토실천본부 우수사례 경진대회 "청렴 분야" 최우수상
- 2011년 한국매니페스토실천본부 우수사례 경진대회 "청렴공약분야" 최우수상 수상
- 2012년 한국매니페스토실천본부 우수사례 경진대회 "매니페스토 활동 분야" 최우수상
- 2013년 한국매니페스토실천본부 우수사례 경진대회 "공감행정 분야" 최우수상
- 2014년 한국매니페스토실천본부 우수사례 경진대회 "지방선거 분야" 최우수상
- 2015년 한국매니페스토실천본부 우수사례 경진대회 "공약이행 분야" 최우수상
- 2016년 한국매니페스토실천본부 우수사례 경진대회 "주민참여분야" 최우수상
- 2017년 한국매니페스토실천본부 우수사례 경진대회 "지역문화 활성화 분야" 최우수상

## 역대 선거 결과
|  | 33.1% |

|  | 48.37% |

|  | 52.77% |

|  | 72.95% |

## 참고 자료
- 광주광역시 남구청장 최영호의 블로그
- 광주광역시 남구청장 최영호의 트위터
- 광주광역시 남구청장 최영호의 페이스북